# Shamrock Rovers FC
Shamrock Rovers is een Ierse voetbalclub uit de hoofdstad Dublin.
De club werd in 1901 opgericht. Van de vroege jaren 20 tot 1987 speelde de club in het Glenmalure Park-Stadion en werd de succesvolste club van het land. De club won meer titels en bekers dan enige andere club, ook werden er 62 spelers geleverd voor het nationale elftal. In de jaren zeventig had de club zo'n 20.000 supporters en voor Europese wedstrijden en bekerfinales wel 40.000. In de jaren 80 veranderde dit echter, er was concurrentie van voetbal op televisie en de resultaten waren aan het eind van de jaren 80 niet altijd even goed en de toeschouwersaantallen daalden tot 3000.
Nadat het stadion in 1987 gesloopt werd heeft de club geen echte thuis meer, en heeft al op verschillende terreinen gespeeld, de club laat nu het Tallaght Stadium bouwen. Na 22 jaar zonder thuisbasis werd op 13 maart 2009 het nieuwe stadion geopend met de eerste thuiswedstrijd van dat seizoen tegen Sligo Rovers ( tevens de laatste club tegen wie in het oude stadion werd gespeeld ). Rovers won met 2-1. De club speelde twee keer niet in de hoogste klasse, het allereerste seizoen en in 2006 want in 2005 degradeerde de club voor de allereerste keer in zijn bestaan om direct weer terug te promoveren bij de eerste gelegenheid.
In de 2e klasse werd de titel behaald zodat de club in 2007 opnieuw in de hoogste klasse speelt.

## Mannen

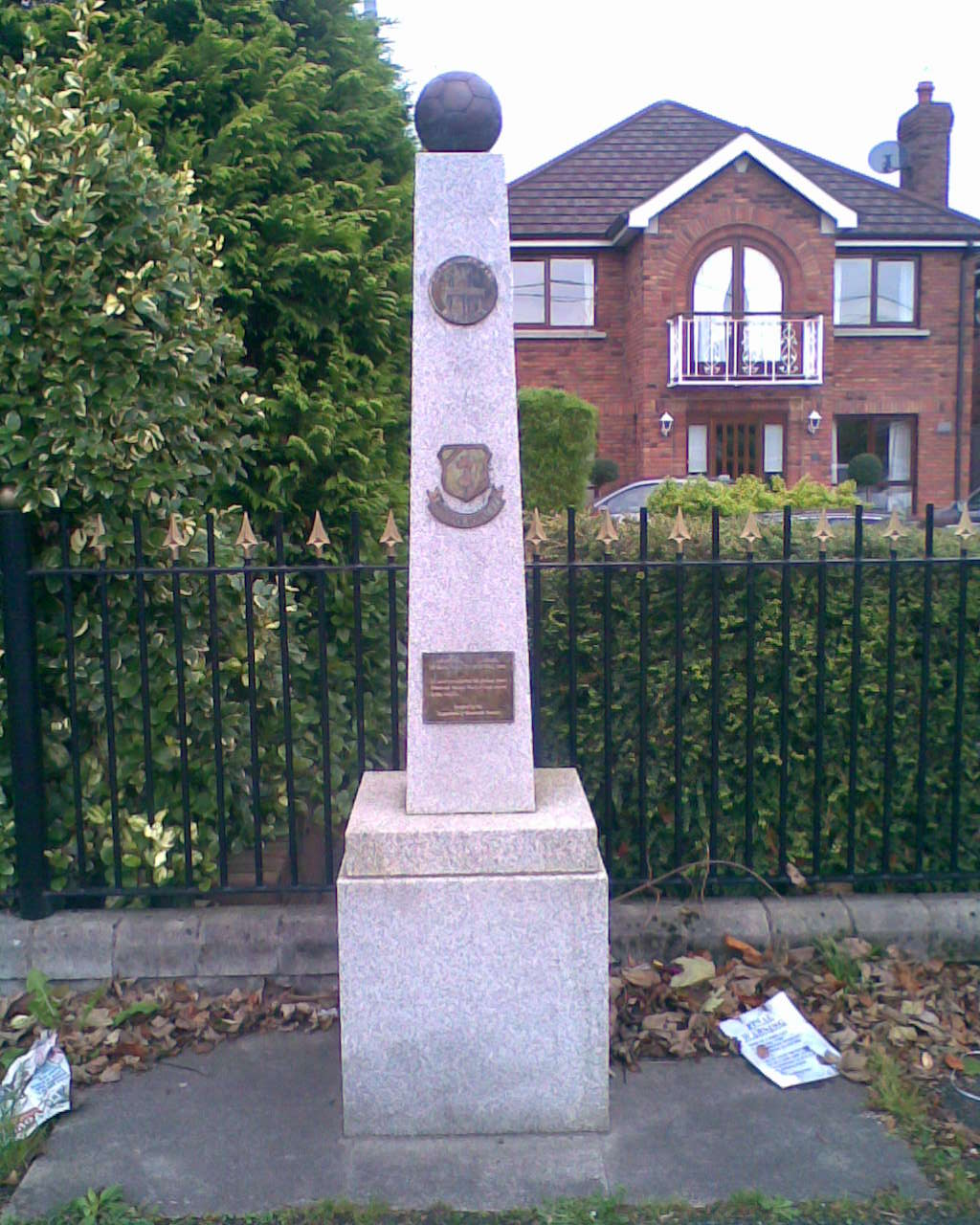
Monument bij het vroegere thuisveld van de club
ter herinnering aan de gouden jaren

### Erelijst
- Premier Division

Winnaar (21x): 1923, 1925, 1927, 1932, 1938, 1939, 1954, 1957, 1959, 1964, 1984, 1985, 1986, 1987, 1994, 2010, 2011, 2020, 2021, 2022, 2023
- FAI Cup

Winnaar (25x): 1925, 1929, 1930, 1931, 1932, 1933, 1936, 1940, 1944, 1945, 1948, 1955, 1956, 1962, 1964, 1965, 1966, 1967, 1968, 1969, 1978, 1985, 1986, 1987, 2019
Finalist (8x): 1922, 1926, 1946, 1957, 1958, 1984, 1991, 2003
- President's Cup (Ierse Super Cup)

Winnaar (1x): 2022
Finalist (2x): 2021, 2023
- League of Ireland Cup

Winnaar (2x): 1977, 2013
Finalist (7x): 1979, 1982, 1987, 1988, 1999, 2012, 2014

### Overzichtslijsten

#### Eindklasseringen vanaf 1946
| 4 |

| 3 |

| 4 |

| 4 |

| 7 |

| 6 |

| 3 |

| 3 |

| 1 |

| 3 |

| 2 |

| 1 |

| 2 |

| 1 |

| 4 |

| 6 |

| 3 |

| 5 |

| 1 |

| 2 |

| 2 |

| 7 |

| 4 |

| 2 |

| 2 |

| 2 |

| 5 |

| 5 |

| 7 |

| 8 |

| 14 |

| 11 |

| 4 |

| 5 |

| 4 |

| 5 |

| 2 |

| 6 |

| 1 |

| 1 |

| 1 |

| 1 |

| 4 |

| 7 |

| 4 |

| 6 |

| 6 |

| 8 |

| 1 |

| 6 |

| 5 |

| 7 |

| 4 |

| 8 |

| 5 |

| 7 |

| 2 |

| 3 |

| 7 |

| 9 |

| 11 |

| 1 |

| 5 |

| 7 |

| 2 |

| 1 |

| 1 |

| 4 |

| 5 |

| 4 |

| 3 |

| 4 |

| 3 |

| 3 |

| 2 |

| 1 |

| 1 |

| 1 |

| 1 |

| 2 |

| Premier Division | First Division |

Tot 1985 werd voor het 1 niveau de naam League of Ireland gehanteerd en voor het 2e niveau League of Ireland B Division.

#### Seizoensresultaten vanaf 2000
| Seizoen | Competitie       | Niveau | Eindstand | FAI Cup      | Opmerking                                                                             |
| ------- | ---------------- | ------ | --------- | ------------ | ------------------------------------------------------------------------------------- |
| 1999/00 | Premier Division | I      | 5         | 2e ronde     |                                                                                       |
| 2000/01 | Premier Division | I      | 7         | halve finale |                                                                                       |
| 2001/02 | Premier Division | I      | 2         | halve finale |                                                                                       |
| 2002/03 | Premier Division | I      | 3         | Finale       | > Derry City FC: 0-1; 1½ speelronde i.v.m. overgang naar kalenderjaarseizoen          |
| 2003    | Premier Division | I      | 7         | 2e ronde     |                                                                                       |
| 2004    | Premier Division | I      | 9         | 3e ronde     |                                                                                       |
| 2005    | Premier Division | I      | 11        | kwartfinale  | pd-wedstrijden > Dublin City FC: 1-2/1-1                                              |
| 2006    | First Division   | II     | 1         | halve finale |                                                                                       |
| 2007    | Premier Division | I      | 5         | 2e ronde     |                                                                                       |
| 2008    | Premier Division | I      | 7         | 8e finale    |                                                                                       |
| 2009    | Premier Division | I      | 2         | kwartfinale  | Ligatopscorer: Gary Twigg (24)                                                        |
| 2010    | Premier Division | I      |           | Finale       | > Sligo Rovers FC: 0-0 (0-2 n.s.); Ligatopscorer: Gary Twigg (20)                     |
| 2011    | Premier Division | I      |           | kwartfinale  |                                                                                       |
| 2012    | Premier Division | I      | 4         | kwartfinale  | Ligatopscorer: Gary Twigg (22); Finalist League Cup > Drogheda United FC: 1-3         |
| 2013    | Premier Division | I      | 5         | halve finale | Winnaar League Cup > Drogheda United FC: 2-0                                          |
| 2014    | Premier Division | I      | 4         | halve finale | Finalist League Cup > Dundalk FC: 2-3                                                 |
| 2015    | Premier Division | I      | 3         | 2e ronde     |                                                                                       |
| 2016    | Premier Division | I      | 4         | kwartfinale  |                                                                                       |
| 2017    | Premier Division | I      | 3         | halve finale | Finalist League Cup > Dundalk FC: 0-3                                                 |
| 2018    | Premier Division | I      | 3         | 1e ronde     |                                                                                       |
| 2019    | Premier Division | I      | 2         | Winnaar      | > Dundalk FC: 1-1 (4-2 n.s.)                                                          |
| 2020    | Premier Division | I      |           | Finale       | > Dundalk FC: 2-4 n.v.: competitie na 18 wedstrijden afgebroken i.v.m. coronapandemie |
| 2021    | Premier Division | I      |           | 2e ronde     | Verliezer President's Cup                                                             |
| 2022    | Premier Division | I      |           | kwartfinale  | Winnaar President's Cup                                                               |
| 2023    | Premier Division | I      |           | 1e ronde     | Verliezer President's Cup                                                             |
| 2024    | Premier Division | I      | 2         | 2e ronde     | Winnaar President's Cup                                                               |
| 2025    | Premier Division | I      | .         |              |                                                                                       |

#### Shamrock Rovers in Europa
Shamrock Rovers speelt sinds 1957 in diverse Europese competities. Hieronder staan de competities en in welke seizoenen de club deelnam:
- Champions League (6x)

2011/12, 2012/13, 2021/22, 2022/23, 2023/24, 2024/25
- Europacup I (7x)

1957/58, 1959/60, 1964/65, 1984/85, 1985/86, 1986/87, 1987/88
- Europa League (9x)

2010/11, 2011/12, 2016/17, 2017/18, 2018/19, 2019/20, 2020/21, 2022/23, 2024/25
- Conference League (5x)

2021/22, 2022/23, 2023/24, 2024/25, 2025/26
- Europacup II (6x)

1962/63, 1966/67, 1967/68, 1968/69, 1969/70, 1978/79
- UEFA Cup (3x)

1982/83, 1994/95, 2002/03
- Intertoto Cup (2x)

1998, 2003
- Jaarbeursstedenbeker (2x)

1963/64, 1965/66

### Bekende (ex-)spelers
- John Devine

## Vrouwen

### In Europa
| Seizoen | Competitie       | Ronde | Land                          | Club             | Uitslagen |
| ------- | ---------------- | ----- | ----------------------------- | ---------------- | --------- |
| 2002/03 | UEFA Women's Cup | 1e    | Vlag van Kroatië              | NK Osijek        | 3-1       |
|         | toernooi in Niš  | 1e    | Vlag van Servië en Montenegro | ZFK Niš          | 1-4       |
|         |                  | 1e    | Vlag van Duitsland            | 1. FFC Frankfurt | 1-7       |